# 上海无线电四厂
上海无线电四厂，简称上无四厂。成立于1960年，厂址位于上海市徐汇区肇嘉浜路1001号。为国家一级企业。1990年底为止全厂有职工5，847名。其中技术人员1，070名。工厂占地12.15万平方米，建筑面积12.33万平方米。固定资产8，141万元。年产电视机129.01万台，雷达211部，汽车收放音机12.18万台，洗衣机1.88万台，电子元件173.46万个，工业总产值83，395万元，销售总收入74，118.4万元，利润2，057.39万元，上缴利税达3，817.3万元。主要产品有军舰雷达，收音机，电视机。该厂生产的船用导航雷达和军用雷达是第四机械工业部定点生产厂家。也是当时汽车用收音机的国内唯一生产厂。使用凯歌牌商标。

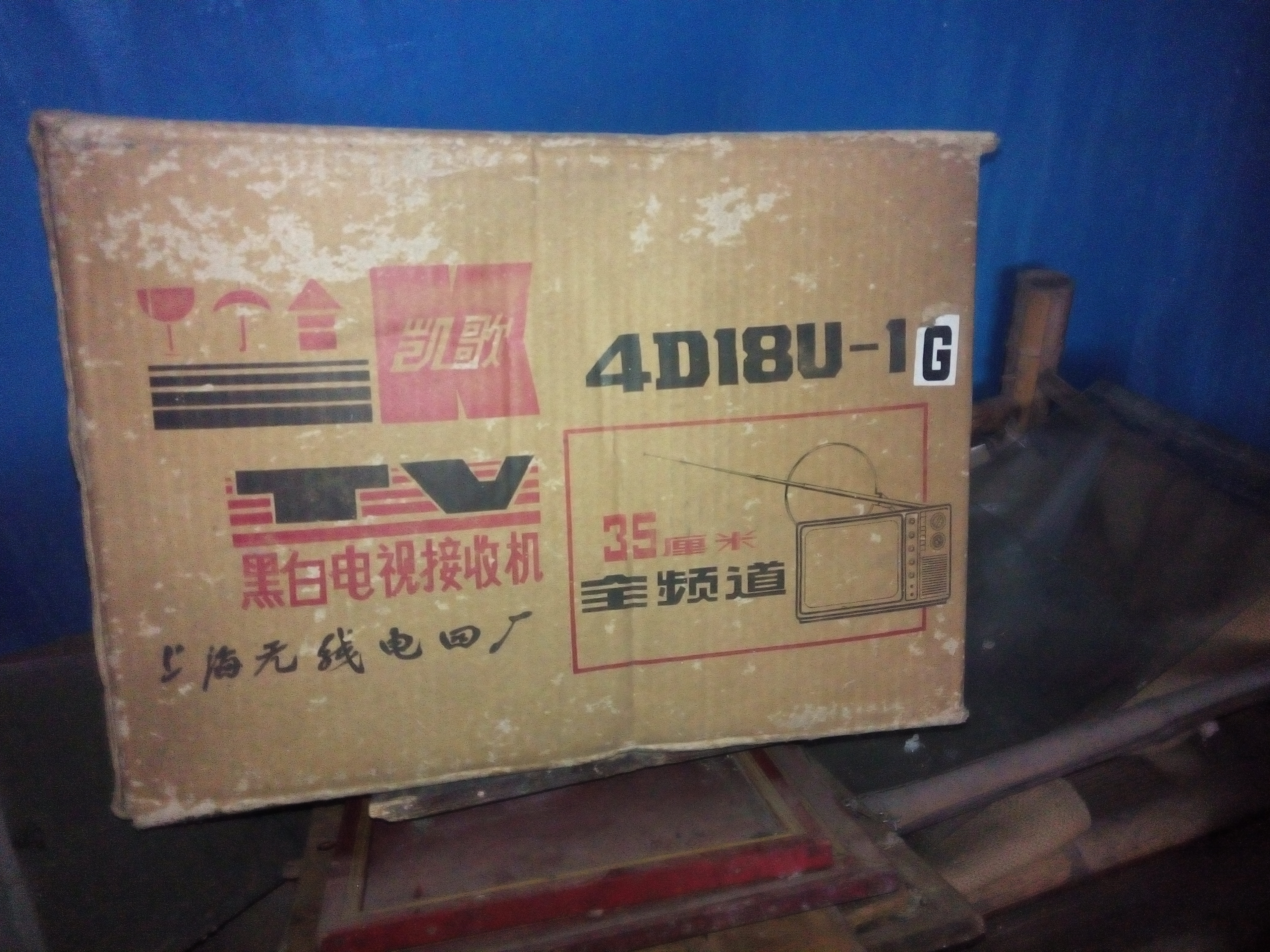
凯歌黑白电视机包装

## 沿革
- 1960年7月，以五洲固本肥皂厂和开利无线电厂为核心在斜土路414号成立上海无线电四厂。成立之初员工584名，主要生产五灯电子管收音机，电唱收音两用机等。1961年10月，在全国第三届广播接收机评比中该厂生产的593—2型、593—4型收音机分别荣获第一。1962年11月，上海仪表专用机械厂并入后迁到徐家汇附近。

- 1963年10月，开始研制舰用导航雷达。1964年12月，751型船用导航雷达研制成功。同年研制生产了4B3型袖珍晶体管收音机，4262型电唱收音两用机，4B4型汽车收音机，4D1型电子管黑白电视机，4D2型工业电视机。

- 1966年，斥资108.83万元扩建雷达生产厂房。至1990年，共研制生产各类雷达15种，批量生产10种。船用导航雷达生产能力居全国首位。此外还研制生产导弹的引导雷达，三坐标警戒雷达。共有6种雷达产品14次获市，部，国家优质产品奖，6种产品获市，部，国家科技进步奖。

- 1972年，研制生产4D4型9寸晶体管黑白电视机，1974年产量突破1万台。同时自行生产电视机高频头，行输出等电子部件。同年研制成功4G1型显示器。

- 1974年，研制成功用于医学方面的4G4型X线显示器。该产品于1979年获全国第一次科学大会重大科技成果奖。

- 1975年，研制生产9寸晶体管黑白电视机。1979年，研制成功12寸集成电路黑白电视机。同年全国第二届黑白电视接收机质量评比中4D4型9寸晶体管黑白电视机荣获一等奖。

- 1982年开始自筹资金7825万元进行技术改造。扩建厂房并建造彩色电视机，汽车收放音机生产线。从日本，英国引进雷达，电视机，汽车收放音机的相关技术和设备。1984年引进国外技术，研制生产远洋轮使用的雷达。

- 1987年，在闵行开发区投资5,000万元新建厂房33,000平方米，设立上海无线电四厂一分厂，二分厂生产凯歌牌电视机和洗衣机。同年并入上海微型电机厂洗衣机分厂成立上海无线电四厂三分厂，生产凯歌牌全自动洗衣机。